# کلر لوماس
کلر لوماس (زاده ۲۱ مارس ۱۹۸۰ – درگذشته ۲۲ اوت ۲۰۲۴) یک فعال بریتانیایی، جمع‌آوری کننده کمک مالی، سخنران انگیزشی، و سوارکار سابق و کایروپراکتیک بود. او در سال ۲۰۰۷ در اثر یک تصادف سواری دچار فلج شد. در سال ۲۰۱۲ سی و دومین ماراتن ویرجین لندن را با استفاده از لباس روباتیک ری‌واک در ۱۷ روز به پایان رساند. مرگ او در ۳۰ اوت ۲۰۲۴، در پی یک تصادف، در اردن اعلام شد.

## پیش‌زمینه
قبل از سال ۲۰۰۷، لوماس به‌عنوان یک سوارکار در رویدادها، تولید و رقابت اسب‌ها در آی کتلبی، در نزدیکی ملتون موبری در لسترشر، انگلستان کار می‌کرد. او همچنین به عنوان یک کایروپراکتیک کار می‌کرد. او در مسابقات بریتانیایی در سطح پیشرفته شرکت کرد. وی در ماه مه ۲۰۰۷ در امتحانات اسب سواری اوزبرتون در ناتینگهام‌شر شرکت کرد. او حین این مسابقه تصادف کرد و با یک درخت برخورد کرد که منجر به شکستگی دنده‌هایش شد و ریه‌های او را سوراخ کرد و باعث ذات الریه شد. شکستگی‌های متعدد در گردن او؛ و آسیب نخاعی که باعث فلج شدن از قفسه سینه به پایین می‌شود. پس از بهبودی سریع در بخش آسیب‌های نخاعی بیمارستان عمومی شفیلد شمالی، به دلیل آسیب نخاعی در مهره‌های سینه‌ای، لوماس دیگر هیچ احساسی در قسمت پایین بدنش احساس نمی‌کرد و نتوانست از پاهایش استفاده کند.
علیرغم جراحاتی که باعث پاراپلژی او شد، به دلیل درمان‌های توانبخشی پزشکی و فعالیت در ورزش (ورزش در باشگاه، اسب سواری، اسکی و شنا) وضعیت او به سرعت بهبود یافت. همسر وی دن شرایط او را به خوبی درک می‌کرد و از او بسیار حمایت کرد. آنها در فوریه ۲۰۱۱ صاحب دختری شدند که بعدها نام او را میزی گذاشتند.

## دستاوردها
لوماس یک کمپین جمع‌آوری کمک مالی برای جمع‌آوری ۵۰۰۰۰ پوند برای مؤسسه خیریه اسپینال ریسرچ برای یافتن ترمیم آسیب نخاعی راه اندازی کرد. این کمپین به‌عنوان راهیابی کلر بر مشارکت او در سی و دومین ماراتن ویرجین لندن در ۲۲ آوریل ۲۰۱۲ تبلیغ شد. او ماراتن را در ۱۷ روز با استفاده از لباس رباتیک ری‌واک که به افراد مبتلا به پاراپلژی کمک می‌کند در حالت ایستاده در ۸ مه راه بروند به پایان رساند.
در آگوست ۲۰۱۱، لوماس با حضور سوارکاران مشهور رویداد از بریتانیا یک تقویم عکاسی را راه‌اندازی کرد که این کار را به عنوان روشی برای جمع‌آوری کمک مالی برای خرید کت و شلوار ۴۳۰۰۰ پوندی ری‌واک اعلام کرد. این تقویم در ۱ سپتامبر ۲۰۱۱ منتشر شد و ۱۰۰۰۰ پوند از کل مبلغ مورد نیاز توسط بنیاد مت همپسون اهدا شد. او تمرینات خود را در ۲۳ ژانویه ۲۰۱۲ آغاز کرد.
لوماس پس از اتمام مسابقه ماراتن لندن در سال ۲۰۱۲، ۱۴ مدال را از دیگر شرکت کنندگان ماراتن به عنوان قدردانی نمادین از موفقیت خود دریافت کرد. عبور او از خط پایان در مرکز لندن توسط سه عضو سواره نظام خانگی همراهی شد که به لوماس نگهبان افتخار داد و جایزه ویرجین توسط هالی برانسون به او اعطا شد.
لوماس در اکتبر ۲۰۱۲ عنوان جمع‌آوری سرمایه الهام‌بخش را در جوایز الهام برای زنان و همچنین در نوامبر همان سال جایزه هلن رولاسون برای الهام گرفتن در جوایز زنان ورزشکار سال ساندی تایمز به دست آورد. او همچنین به دلیل خدمات خیریه و داوطلبانه در تحقیقات آسیب نخاعی در جشنواره افتخارات سال نو ۲۰۱۷ به عنوان عضو والامقام امپراتوری بریتانیا منصوب شد.